# کلید سلیمان
کلید سلیمان (به عبری: מפתח שלמה) یک کتاب سحر معروف و یک جادونامه است (همچنین به عنوان کتاب طلسم نیز شناخته می‌شود) منسوب به پادشاه سلیمان است. احتمالآ قدمت آن به قرن نوزدهم یا پانزدهم میلادی رنسانس ایتالیا برمی‌گردد. و نمونه‌ای از سحر و جادوی دوره رنسانس است.

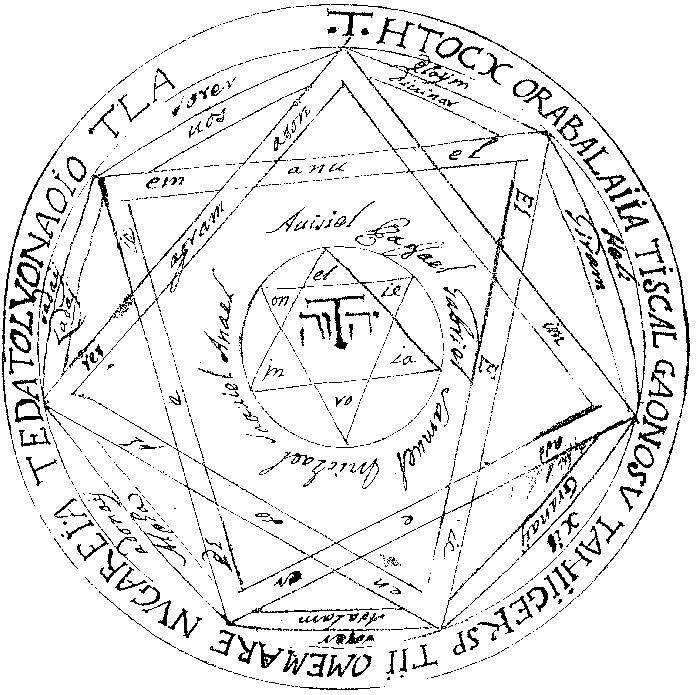
یک نمونه طلسم که در کتاب یافت می‌شود.

## پیشینه
در دوران رنسانس کتابهای سحر زیادی نوشته شد که اکثراً بر پایه متون قدیمی کابالایی یا کیمیاگری عربی بود. چندین نسخه مختلف از این کتاب وجود دارد که دارای تفاوت‌های کم یا زیادی با هم هستند. ولیکن بیشتر این نسخ در قرن ۱۴ و ۱۵ نوشته شدند. یک نسخه یونانی این کتاب نیز از قرن ۱۵ وجود دارد که نام آن کارهای سحر سلیمان است. دو نسخه عبری این کتاب نیز در کتابخانه انگلستان نگهداری می‌شود که مربوط به قرن ۱۶ و ۱۷ است. 

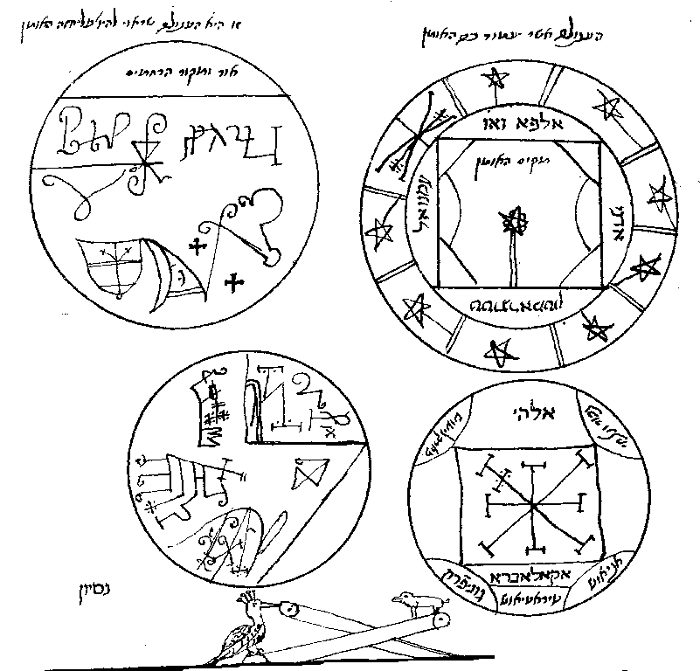
نمونه‌هایی از طلسمهای مورد استفاده در کتاب.

## محتوا

### خلاصه
کلید سلیمان به دو کتاب تقسیم می‌شود. این کتاب روش احضار انواع ارواح را برای رسیدن به هدف خاصی توضیح می‌دهد و دارای تصاویری از مراتب هر "آزمایش" یا "عملیات سحر" است. بر خلاف بیشتر کتابهای مشابه کلید سلیمان در مورد امضای هر یک از ۷۲ دیو سلیمان صحبت نمی‌کند. همانند بیشتر کتابهای مشابه تمامی عملیات سحر به همراه خواندن نام خداست. قبل از انجام هرگونه عملیات ("آزمایش") فرد آزمایشگر باید خود را از هر گونه گناه پاک کند تا دارای حفاظت خداوند باشد. بعضی از آزمایش‌ها نیازمند مقدمات بسیار زیادی است. بسیاری از طلسم‌های از حروف ترانسیتوس فلوی که در علوم خفیه استفاده می‌شود، استفاده می‌کنند.

### مقدمه
بر اساس افسانه‌ها سلیمان این کتاب را برای پسر خود رهوبوام نوشت و به او دستور داد که بعد از مرگش این کتاب را مخفی کند. بعد از سالها این کتاب توسط یک گروه از فلاسفه بابل در زمانی که مقبره سلیمان را ترمیم می‌کردند، پیدا شد. هیچ‌کدام موفق به فهم محتویات کتاب نشدند تا زمانی که یکی از آنها به نام لوهه گرویس پیشنهاد کرد که آنها باید از خداوند کمک بگیرند. یک فرشته از جانب خداوند پدیدار شد و از او قول گرفت که این کتاب را از دست افراد نااهل دور نگهدارد و بعد از آن به او یاد داد که چگونه کتاب را بخواند. لوهه گرویس سپس بر روی کتاب طلسمی قرار داد تا افراد نااهل و آنان که از خدا نمی‌ترسند، نتوانند از کتاب استفاده کنند.

### کتاب اول
جلد اول کتاب شامل سحر، احضار، نیایش، احادیث، طلسم‌ها و نفرین‌ها برای احضار ارواح و اجنه و محدود کردن ارواح مردگان و شیاطین است و روش مجبور کردن آنها به عمل به دستور احضار کننده آورده شده‌است. همچنین این جلد توضیح می‌دهد که فرد می‌تواند چگونه اشیاء گمشده را پیدا کند نامریی شود عشق به دست آورد و ... را توضیح می‌دهد.

### کتاب دوم
جلد دوم حاوی کارهایی است که جنگیر (آزمایشگر) باید انجام دهد و چگونه لباس بپوشد و چگونه اشیاء مختلف مورد استفاده در آزمایش را بسازد و چگونه حیوانات را برای ارواح مختلف قربانی کند.